# Schlachtgewicht
Als Schlachtgewicht bezeichnet man das Warmgewicht von geschlachteten Tieren ohne die Innereien und außer bei Schweinen und Geflügel ohne die Haut. In der Verordnung über die Preismeldung bei Schlachtkörpern und deren Kennzeichnung ist festgelegt, dass damit das Warmgewicht vor der Kühlung des Schlachttieres gemeint ist und welche Teile vor der Ermittlung entfernt werden müssen.

## Feststellung
Das Schlachtgewicht muss bei den genannten Tierarten immer festgestellt werden, wenn die Bezahlung nach Gewicht erfolgt. Bei Schweinen muss dies innerhalb von 45 Minuten und bei anderen Tierarten innerhalb von einer Stunde nach der Tötung erfolgen.
Vor der Feststellung sind zu entfernen:
- Bei Rindern
  - die Haut, der zwischen Hinterhauptbein und dem ersten Halswirbel abgetrennte  Kopf, die Gliedmaßen unterhalb des Vorderfußwurzelgelenks und des Tarsalgelenks (Fußwurzelgelenk), die Organe in der Brust- und Bauchhöhle einschließlich der Nieren, das Nieren- und Beckenfettgewebe, das Saumfleisch (Zwerchfell) der Nierenzapfen, der zwischen dem letzten Kreuzbein und erstem Schwanzwirbel rechtwinklig zum Wirbel abgetrennten Schwanz, das Rückenmark, das Sackfett bzw. bei weiblichen Tieren das Euter und Euterfett (ein genau festgelegter Teil des Fettgewebes), das Oberschalenkranzfett, die Halsvene und das anhaftende Fettgewebe. Bei Kälbern verbleibt der Schwanz am Schlachtkörper.
- Bei Schweinen
  - die Zunge, die Geschlechtsorgane, das Rückenmark, die Organe der Brust- und Bauchhöhle einschließlich der Nieren, die Flomen, das Zwerchfell und das Gehirn. Bei Sauen, die mindestens einmal geferkelt haben, Zuchtebern und Altschneidern sind die Spitzbeine in den Fußwurzeln- und Handwurzelgelenken abzutrennen.
- Bei Schafen
  - die Haut, der Kopf, die zwischen Vorderfußwurzelgelenk und Tarsalgelenk abgetrennten Gliedmaßen, der Schwanz sowie die Organe der Brust- und Bauchhöhle einschließlich der Nieren.[1]
- bei Hühnern
  - die Innereien, der Kopf und die Füße.[2]

## Ausschlachtung
Das Verhältnis von Schlachtgewicht zu Lebendgewicht des Tieres vor der Schlachtung heißt Ausschlachtung oder Ausschlachtungsgrad. Die Ausschlachtung beträgt beim Rind 50 bis 65 Prozent (mit einer weiten Streuung insbesondere nach unten), beim Schwein 75 bis 83,5 Prozent, beim Hähnchen 70 bis 72 Prozent, beim Schaf 48 bis 54 Prozent, bei Puten rund 75 Prozent und beim Pferd ungefähr 60 Prozent.

## Bedeutung
Außer zur Feststellung des auszuzahlenden Erlöses an die Tierhalter dient das Schlachtgewicht auch als betriebswirtschaftliche Vergleichszahl in der landwirtschaftlichen Betriebsführung. Eine möglichst hohe Ausschlachtung wird dabei angestrebt. Eine schlechte Ausschlachtung deutet auf Managementfehler im Bereich Rassenwahl, Fütterung etc. hin, welche zu einer schlechten Futterverwertung mit einer verlängerten Mastdauer und der damit verbundenen schlechten Ausnutzung der vorhandenen Stallplätze führt.